# Bleiburgmassakern

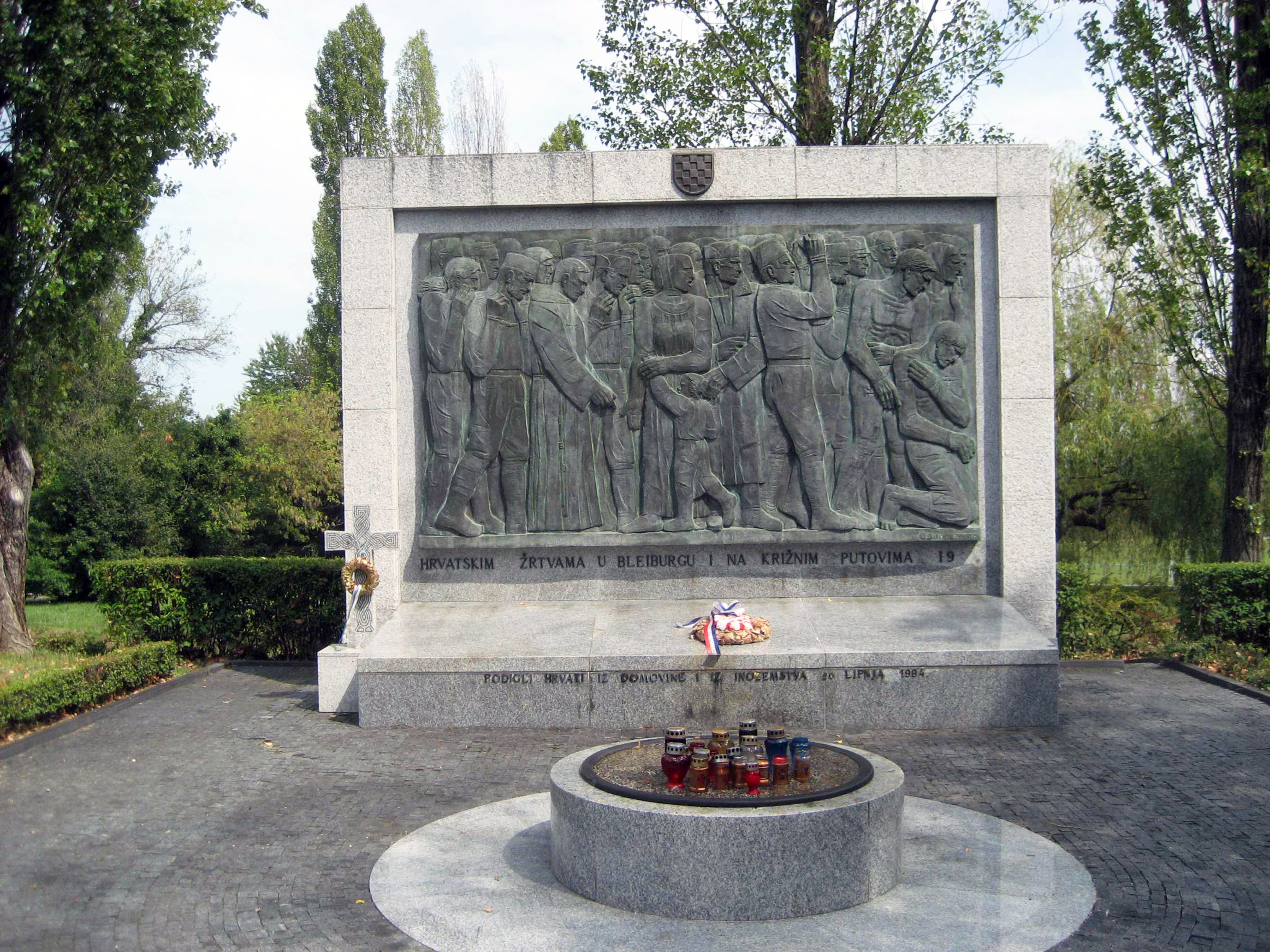
Minnestavla över offren för Bleiburgmassakern på Mirogojkyrkogården i Zagreb

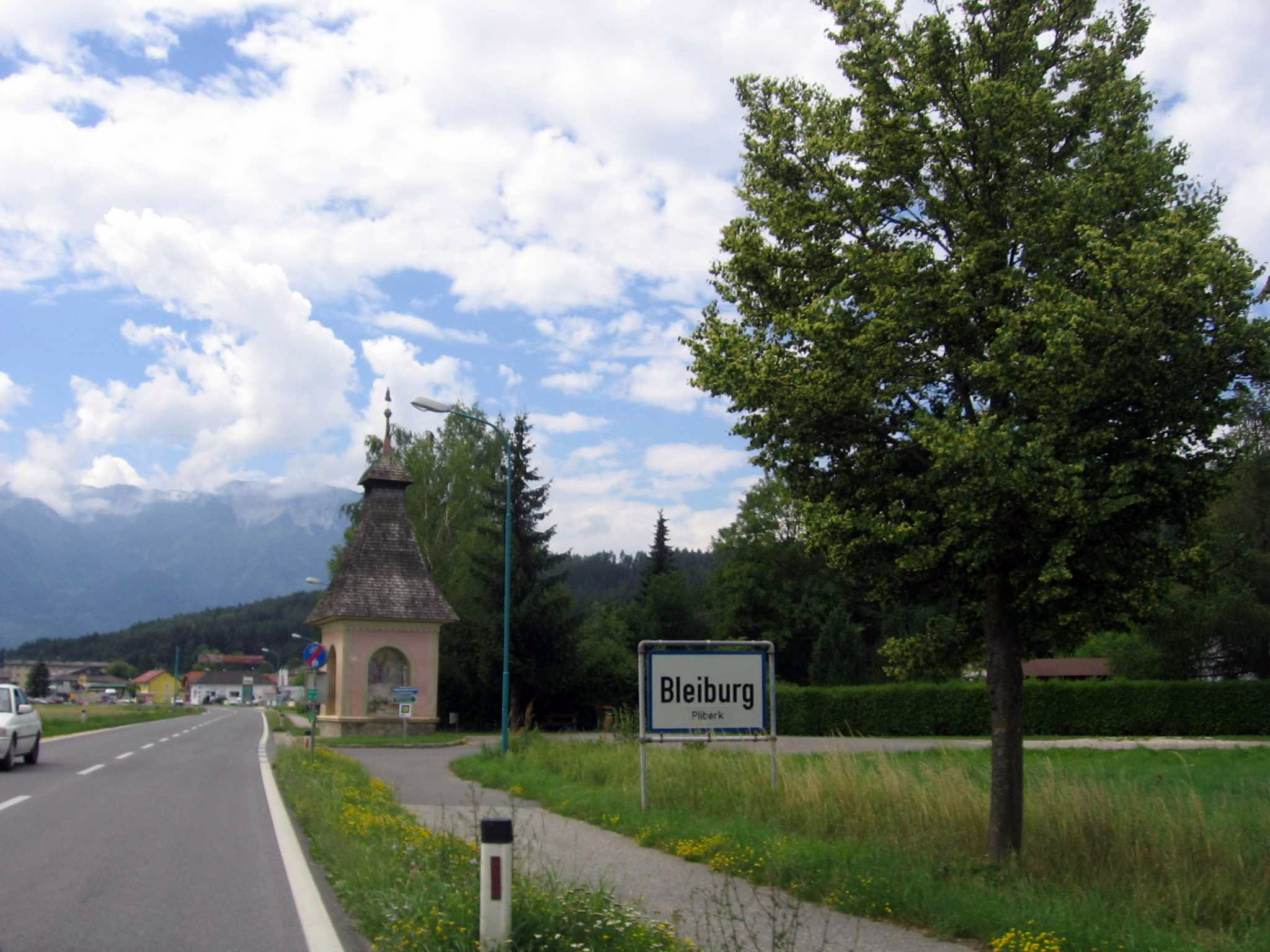
Bleiburg 2007; inskriptionen är på två språk: Tyska och Slovenska: Pliberk

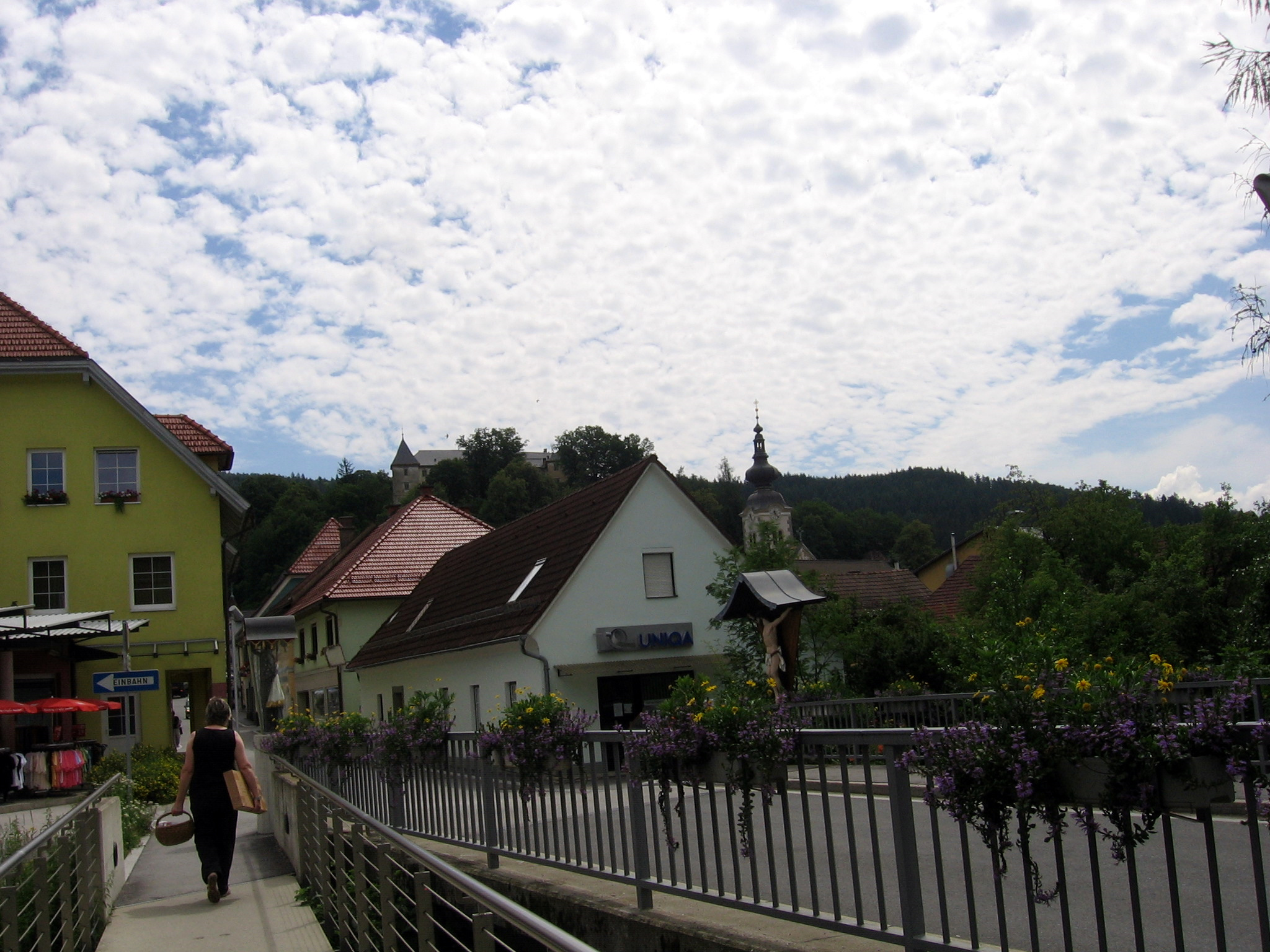
Bleiburg 2007; Vy från bron upp mot det slott där repatrieringen beordrades.

Bleiburgmassakern var en massaker som ägde rum från och med den 15 maj 1945 och veckorna därefter då den jugoslaviska armén, de tidigare partisanerna, avrättade antikommunister, medlemmar i och sympatisörer av Ustaša, inklusive deras familjer. Utöver män i vapenför ålder avrättades kvinnor, barn och åldringar. De flesta offer var kroater och till en viss del även slovener och bosniaker. Antalet döda är omtvistat men brukar anges som mellan 10 000 och 95 000.

## Historik
Avrättningarna inleddes i österrikiska Bleiburg, en stad i Kärnten i södra Österrike som även har fått ge namn åt händelserna. Avrättningarna utfördes av Titos partisaner. Huruvida Tito beordrade eller kände till avrättningarna är omtvistat. Vissa källor uppger att avrättningarna skedde mot Titos uttryckliga order medan andra hävdar att Tito kände till och beordrade avrättningarna.
I början av maj 1945 hade brittiska trupper tillhörande åttonde arméns femte kår intagit området och upprättat ett högkvarter i staden. Samtidigt retirerade de besegrade tyskarna från Jugoslavien norrut in i Österrike och med dem följde en stor del av den kroatiska armén, inklusive flyende kvinnor, barn och åldringar. I dalgångarna strax söder om Bleiburg slog de läger men hur många det rörde sig om är oklart. Den kroatiska armén avsåg att kapitulera för britterna och sedan tillsammans med dem få strida mot Titos styrkor. I brittisk ockupationszon på österrikisk mark kände sig flyktingarna säkra för angrepp från de förföljande partisanerna.
Den brittiske generalen Patrick Scott avvisade emellertid den kroatiske befälhavaren Herenčićs förslag och krävde att kroaterna istället skulle kapitulera för partisanerna. Om så inte skedde skulle britterna tvinga kroaterna till detta. Partisanernas representant lovade att alla som återvände till Jugoslavien skulle behandlas humant. Den kroatiske befälhavaren beslöt att följa britternas krav.
Dagen därpå, den 16 maj 1945, började Titos partisaner beskjuta flyktingarnas läger och några dussin personer skall ha omkommit. Därefter började den påtvingade repatrieringen och återtåget mot den jugoslaviska gränsen. Då man återkommit till Jugoslavien avrättades många medan flertalet skickades vidare till läger längre in i landet. Denna vidaretransport har i Kroatien fått benämningen Križni put, Korsets väg.

## Efter massakern
I Jugoslavien kom illdåden att förnekas så länge som kommunisterna satt vid makten. Anledningen var att massakerns offer var kroater och nazisympatisörer. De hade i stor utsträckning samarbetat med tyskarna och Oberoende staten Kroatien hade uppstått som en tysk lydstat 1941. Den kroatiska milisen, Ustaša, hade själva utfört massmord på serber, judar, romer och kommunister. 1945 slog hämndens timme. Då var det inte många som brydde sig om vad som hände med "tysksympatisörer". Det var egentligen först efter att Kroatien och Slovenien blivit självständiga från Jugoslavien som utredningar och forskning kom igång. Kroatien och Slovenien har gjort stora insatser för att klarlägga de mördades öde.
Numera samlas årligen kroater och sympatisörer i Bleiburg för att minnas "de civila kroatiska offer som dog i britternas och deras kommunistiska allierades händer".

## Massakerns offer
I området kring Maribor i nuvarande Slovenien har sentida utgrävningar frilagt 40 000 kroppar. År 2001 meddelade myndigheterna i Slovenien att man hittat sammanlagt 296 massgravar med omkring 100 000 dödade kroater. 1997 hittade de slovenska myndigheterna en massgrav med 15 000 kroppar och i mars 2009 hittades ytterligare en massgrav med 300 kroppar i närheten av staden Laško.